# Раймонд Беренгер Анжуйский
Раймонд Беренгер Анжуйский (фр. Raymond Berenger d'Anjou; не ранее 1279 и не позднее 1282, Прованс — 1305, Неаполь) — граф Андрии и Пьемонта.
Сын Карла II Анжуйского и Марии Венгерской.

## Биография
Родился в Провансе, куда его отец ненадолго прибыл, чтобы принять командование флотом. По-видимому, детство провел в Провансе; 2 мая 1286 вместе со старшими братьями Робертом и Луи отправил из Систерона послание Эдуарду I с просьбой содействовать освобождению из плена их отца.
По Канфранкскому договору 29 октября 1288 года вместе с братьями стал заложником, в обмен на освобождение Карла II. Из-за болезни смог отправиться в Каталонию только 23 февраля 1289 года, и присоединился к своим братьям в Монкаде 9 марта. Они были отпущены 7 июня 1295 года, в соответствии с договором в Ананьи.
После освобождения отправился в Неаполь, затем, вместе с братом Луи в Рим. В 1297 году снова ездил туда вместе со своими братьями Филиппом и Жаном, встречать Иоланду Арагонскую, невесту Роберта, которую они привезли в Неаполь.
В декабре 1300 года получил во владение Монте-Сант-Анджело, Капаччио, Эболи, Изернию, Атри и Вьесте, Альтамуру, графства Гравину и Андрию, и шателении Вайрано, Лезину и Терра ди Муро.
В 1301 году сражался с арагонцами на Сицилии. В 1302 году потерял Гравину. В 1303 году был помолвлен с Маргаритой, дочерью Роберта Клермонского, но жениться не успел.
В 1304 году снова ездил в Рим за новой невестой Роберта — Санчей Майоркской. 13 декабря 1304 года был назначен графом Пьемонта. В состав этого графства входили земли на юго-востоке Пьемонта, подчиненные Карлом Анжуйским в 1259 году: Альба, Кьери, Мондови, Тортона, Алессандрия и Кераско. Немного позднее он был назначен викарием королевства, а в августе 1305 года великим сенешалем.